# 迈克耳孙环形山
迈克耳孙环形山(Michelson)是月球背面赤道区的一座撞击坑，约形成于酒海纪代，其名称取自美国物理学家阿尔伯特·亚伯拉罕·迈克耳孙(1852年-1931年)，1970年被国际天文联合会正式批准接受。

## 描述
迈克耳孙环形山位于巨大的环壁平原-赫茨普龙环形山东北、西北毗邻格里格陨石坑、东北靠近科尔霍斯特环形山，迈克耳孙环形山东北侧并行着一条"迈克耳孙链坑"，它从格拉乔夫陨石坑旁绕过，一直伸向东海撞击盆地。该陨坑的中心月面坐标为6°43′N 121°33′W / 6.72°N 121.55°W，直径123.1公里，深度2.9公里。
迈克耳孙环形山外观呈多边形状，因存续时间悠久而明显磨损并覆盖有东海形成时所抛射的岩石，陨坑壁平缓，除北部一小块外，环侧壁布满大小不一的陨坑，坑壁平均高出周边地形1610米，坑内容积16000公里3。碗形的坑底相对平坦，散布着大大小小的撞击坑。
该环形山所位于的区域分布着众多雨海形成时由二次撞击所产生的链坑。

## 卫星陨石坑
按惯例，最靠近迈克耳孙环形山的卫星坑在月图上以字母标注在该坑中心点的旁边。
| 迈克耳孙 | 纬度   | 经度     | 直径    |
| -------- | ------ | -------- | ------- |
| G        | 5.7° N | 118.8° W | 27 公里 |
| H        | 4.6° N | 116.8° W | 35 公里 |
| V        | 8.0° N | 124.4° W | 20 公里 |
| W        | 7.5° N | 121.3° W | 25 公里 |